# Данилів-Флінта Ірина Зиновіївна
Ірина Зеновіївна Данилів-Флінта (нар. 11 липня 1960, Львів) — українська майстриня художнього текстилю, Заслужений художник України (2018), член Національної спілки художників України (1997), доцент кафедри академічного живопису Львівській національній академії мистецтв (2010).

## Життєпис
Ірина Флінта народилася 1960 року в Львові. Після закінчення середньої школи вступила до Львівського училища прикладного мистецтва імені Івана Труша на відділ художнього ткацтва. Потім у 1979 році вступила до Львівського державного інституту прикладного та декоративного мистецтва. Навчалася мистецтву у викладачів кафедри художнього текстилю — відомих художників Ігоря Боднара та Олега Мінька). Після закінчення закладу вищої освіти з 1984 по 2001 рік вона працювала у своїй першій альма-матер, Львівському училищі прикладного мистецтва імені Івана Труша. В 1997 році стала членом Національної спілки художників України (НСХУ). Одночасно з цим з 1999 року працювала у Львівській академії мистецтв. Спочатку обійняла посаду завідувача відділу, у 2004 році — старшого викладача кафедри академічного живопису, від 2010 року працює на посаді доцента цієї ж кафедри Львівської національної академії мистецтв.

## Творчість
Ірина Данилів-Флінта працює в галузі декоративно-ужиткового мистецтва (текстиль, пастелі), а також в декоруванні інтер'єрів та нетрадиційного текстилю. Вона учасниця обласних, всеукраїнських, всесоюзних та міжнарних художніх виставок та симпозіумів, у яких бере участь з 1985 року. Зокрема, у Львові відбулися чотири персональні виставки.
Майстриня художнього текстилю створює батики, декоративні панно, гладкі та об'ємні гобелени, орнаментно-декоративні й абстрактні композиції, камерні лірико-філософські твори й масштабні експериментальні панно у традиційних і сучасних техніках. Її роботи зберігаються у Хмельницькому обласному художньому музеї, Івано-Франківському краєзнавчому музеї, Львівській муніципальній художній колекції, а також у приватних збірках в Україні та закордоном (США, Канада, Франція, Росія).
Персональні виставки
- 1997 — Львів, у Спілці художників;
- 2007 — Львів, у Національному музеї імені Андрея Шептицького;
- 2010 — Львів, «Мандрівка жовтим трамваєм», галерея «ЛьвівАрт»[1];
- 2011 — Львів, «Пастелі. Ірина Данилів-Флінта», галерея «Коралі»;
- 2020 — Київ[2].

### Мистецькі твори
- Декоративні панно — «Неспокій» (1989), «Крило метелика» (1993);
- Гобелени — «Далекий спомин» (1990), «Скоси» (1996), «Настрій», «Прорив» (обидва — 1997), «Майбуття» (1998);
- Декоративні композиції — «Мерехтіння» (1999), «Черемош», «Пороги» (обидві — 2002), «Я вже там була» (2004), «Етюди», «Інтерпретація», «Подих тепла» (усі — 2007).

## Родина
Батько Ірини Данилів-Флінти — український художник-кераміст, живописець та графік Зеновій Флінта (1935—1988), Заслужений художник УРСР.

## Нагороди та звання
- Заслужений художник України (2018).
- Третя премія Міжнародного бієнале «Текстильний шал–97» (Львів, 1997).
- диплом Артпроєкту «Декоративне мистецтво України» (Київ, 2003).
- диплом першої всеукраїнської трієнале художнього текстилю (Київ, 2004).